# La leyenda
La leyenda è un film del 2008 diretto da Sebastián Pivotto.
Ha ricevuto una nomination ai Taurus Award.

## Distribuzione
Il film è uscito in Argentina il 20 novembre 2008.